# 阿馬達鯔鰕虎魚
阿馬達鯔鰕虎魚（学名：Mugilogobius amadi），为輻鰭魚綱鱸形目鰕虎亞目鰕虎科鯔鰕虎魚屬下的一个种，被IUCN列為極危保育類動物，為熱帶淡水魚，分布於亞洲蘇拉威西Poso湖流域，體長可達14.5公分，棲息在底層水域，生活習性不明。

## 扩展阅读
- 維基物種上的相關：阿馬達鯔鰕虎魚